# Хедър Норт
Хедър Норт (на английски: Heather North; 13 декември 1945 г. – 29 ноември 2017 г.) е американска актриса.
Активно се занимава с озвучаване на анимационни филми и сериали през кариерата си. Известна е с ролята на Дафни Блейк в поредицата „Скуби-Ду“ на Хана-Барбера в периода 1970 – 1997 г.

## Ранни години
Хедър Мей Норт е родена в Пасадина на 13 декември 1945 г., въпреки че дълго време 1950 г. се смята за годината ѝ на раждане. В интервю от 2011 г., на въпроса на колко години е била, когато е станала част от екипа на „Скуби-Ду, къде си?“ през 1970 г., Норт отговаря „Тогава гонех 20-те“.

## Кариера
Норт гастролира в сериалите „Тримата ми синове“ (1967), „Беглецът“ (1967), „Адам-12“ (1971) „Дните на нашия живот“ (1972) и „Док Елиът“ (1974).
През 1970 г. поема ролята на Дафни Блейк в „Скуби-Ду, къде си?“ от Стефаниана Кристоферсън, която напуска Калифорния, за да заживее със съпруга си в Ню Йорк. Норт получава препоръка за ролята от съквартирантката си Никол Джафи (гласът на Велма).
Тя озвучава Дафни съответно в сериалите „Скуби-Ду, къде си?“ (1970), „Новите филми за Скуби-Ду“ (1972 – 1973), „Шоуто на Скуби-Ду“ (1976 – 1978), „Скуби-Ду и Скрапи-Ду“ (1979 – 1980), „Новото шоу на Скуби-Ду и Скрапи-Ду“ (1983), „Новите мистерии на Скуби-Ду“ (1984) и „Тринадесетте призрака на Скуби-Ду“ (1985), както и в десетки филми от поредицата.
През 2003 г. озвучава Дафни за последен път във филмите „Скуби-Ду и Легендата за вампира“ и „Скуби-Ду и Чудовището от Мексико“, които са издадени директно на видео.

## Личен живот и смърт
През 1971 г. Норт се омъжва за Уес Кени, продуцент на сериала „Дните на нашия живот“. Двамата са женени до смъртта на Кени през 2015 г. Заедно имат един син – Кевин Кени. Тя има и три доведени деца от предишния брак на Уес Кени.
Хедър Норт умира на 71 години в дома си от кардиопулмонарен арест, влошен от бронхит, на 30 ноември 2017 г.